# Calle de Urzaiz
La Calle de Urzaiz o de Urzáiz es una vía urbana de la ciudad española de Vigo. Confluye desde la avenida de Ramón Nieto hasta la farola de Príncipe, donde convergen las calles de Príncipe y Colón. Tiene una longitud aproximada de unos 2 kilómetros.

## Historia
La calle de Urzaiz recibió diferentes denominaciones a lo largo de su historia. En 1906 se le puso el nombre del periodista, abogado y diputado conservador Ángel Urzaiz, quién colaboró de modo notable en el desenvolvimiento de la ciudad. Aunque era de El Puerto de Santa María, se presentó en varias ocasiones como diputado por Vigo, además de desenvolver otros cargos como el de Ministro de Hacienda durante el reinado de Alfonso XIII. Respondía a una ideología de corte liberal conservadora, y fue relevante para el empresariado vigués, especialmente para la industria conservera. También fue responsable de la anexión de Bouzas a Vigo.
En 1931 la vía se renombró como García Hernández, en honor del militar insurrecto republicano de la Sublevación de Jaca, y que participó en la sublevación monárquica durante la campaña del Capitán Galán. Tras la guerra civil española gran parte del nomenclátor del callejero nacional mudó para darle cabida a militares y personalidades franquistas. Así, la calle de Urzaiz recibió, hasta el año 1981, el nombre del fundador de Falange Española de las JONS, José Antonio Primo de Rivera. Ya tras la restauración democrática retomó nuevamente el nombre de Ángel Urzaiz.

## Edificios singulares

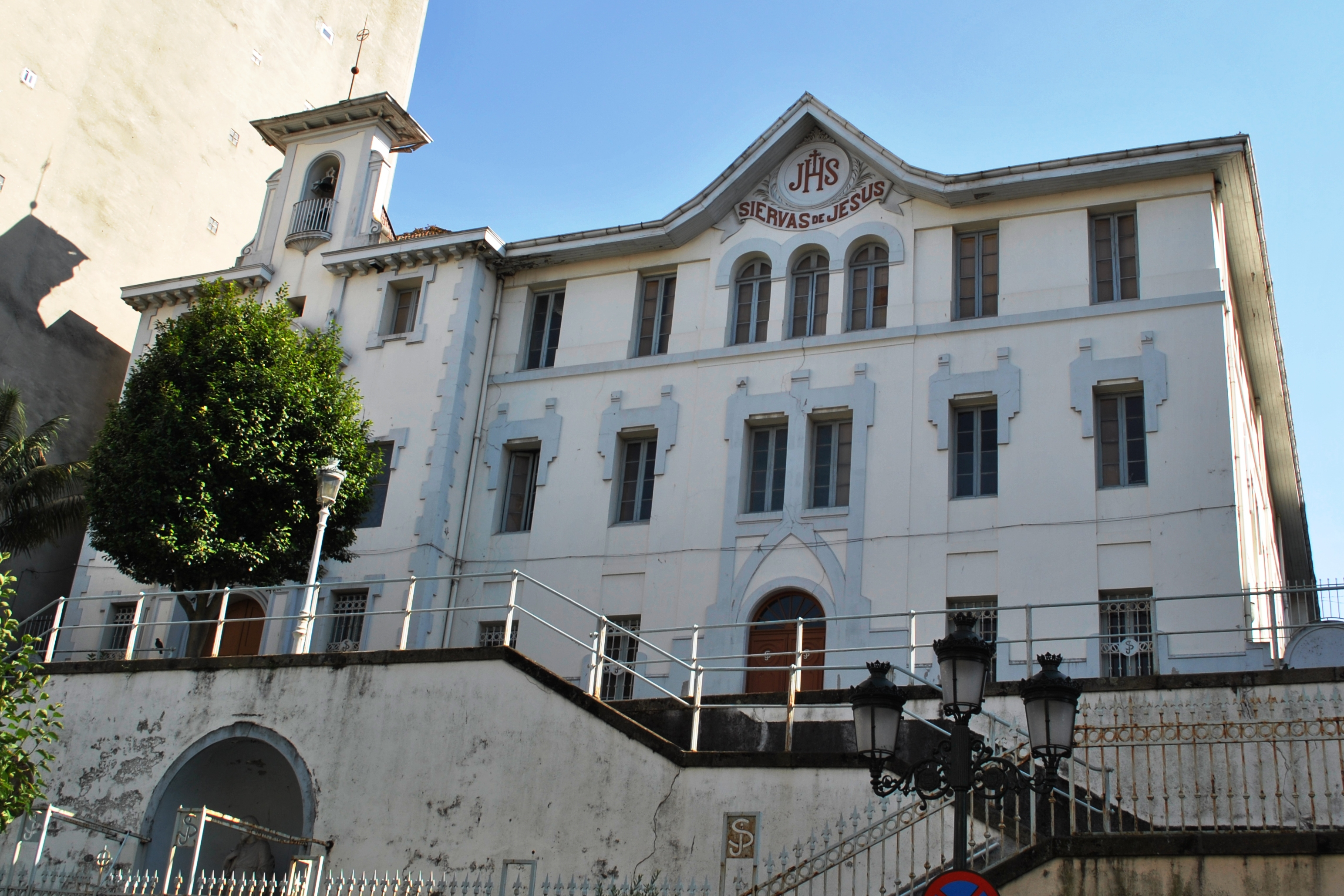
Iglesia de las Siervas de Jesús, en la calle de Urzaiz.

- Estación de Vigo-Urzaiz, nueva estación de ferrocarril, además de plaza pública, centro comercial, aparacmiento y estación de autobuses. El edificio fue diseñado por Thom Mayne e inaugurado oficialmente el 16 de abril de 2015.[5]

- Edificio Albo, grande estandarte del racionalismo vigués.

- Edificio Aurora Polar.

- Casas de Benito Sanjurjo.

- Hotel Zenit.

- Edificio de Camilo y Benigno Fernández.

- Edificio para Emilio Méndez (La Peineta).

- Siervas de Jesús.[6]

- Urzaiz, 27 (Edificio del Reloj).

## Galería de imágenes

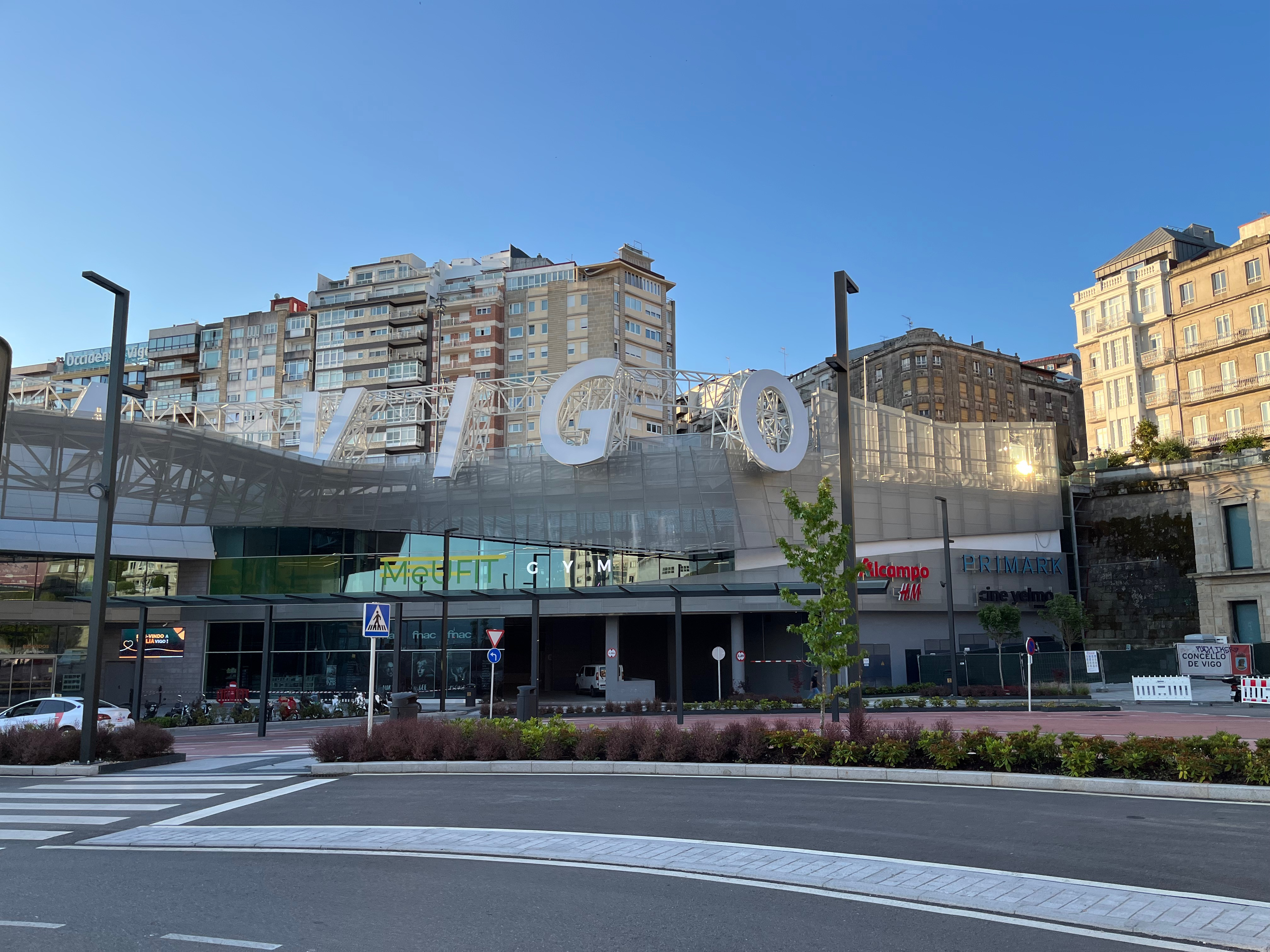
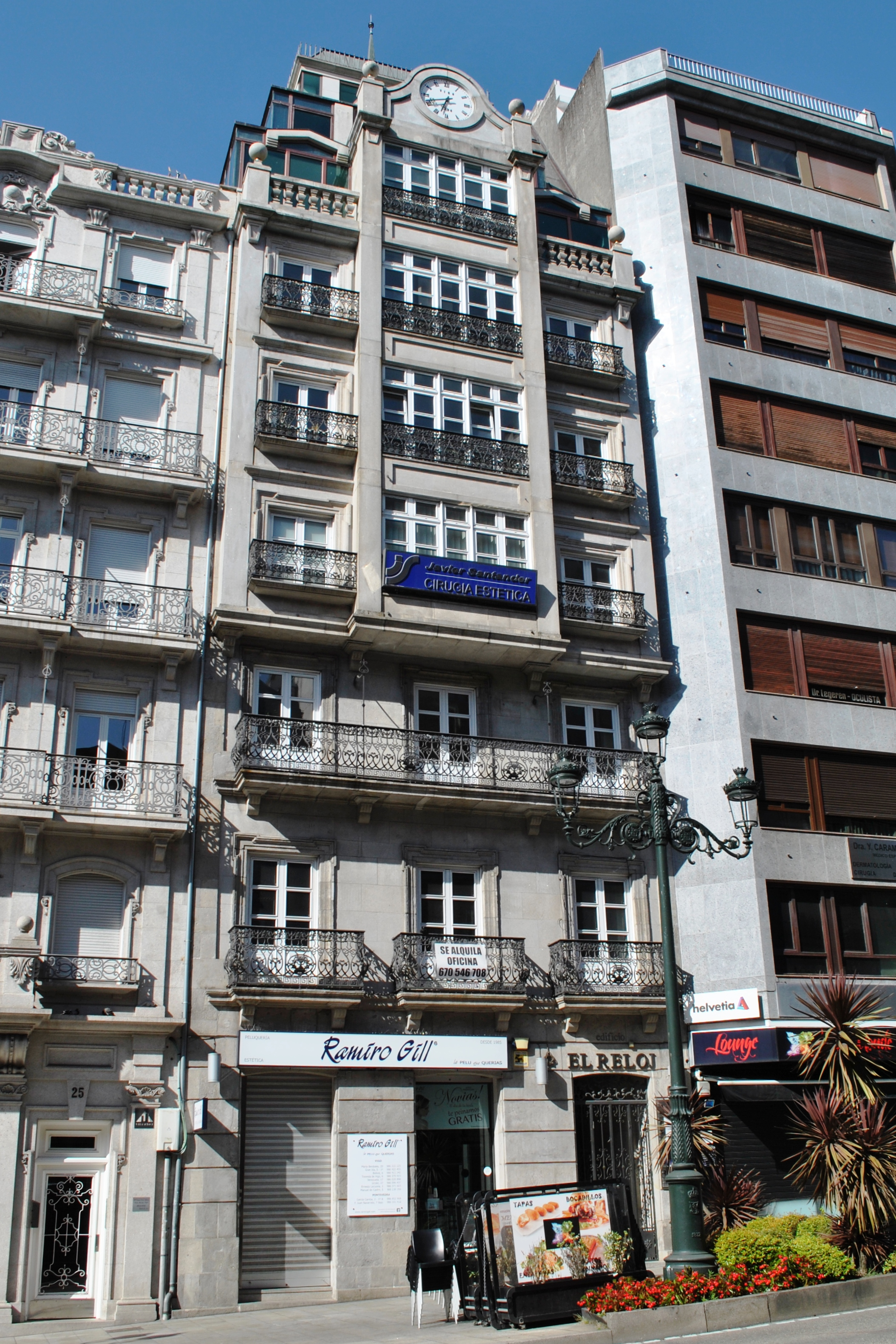
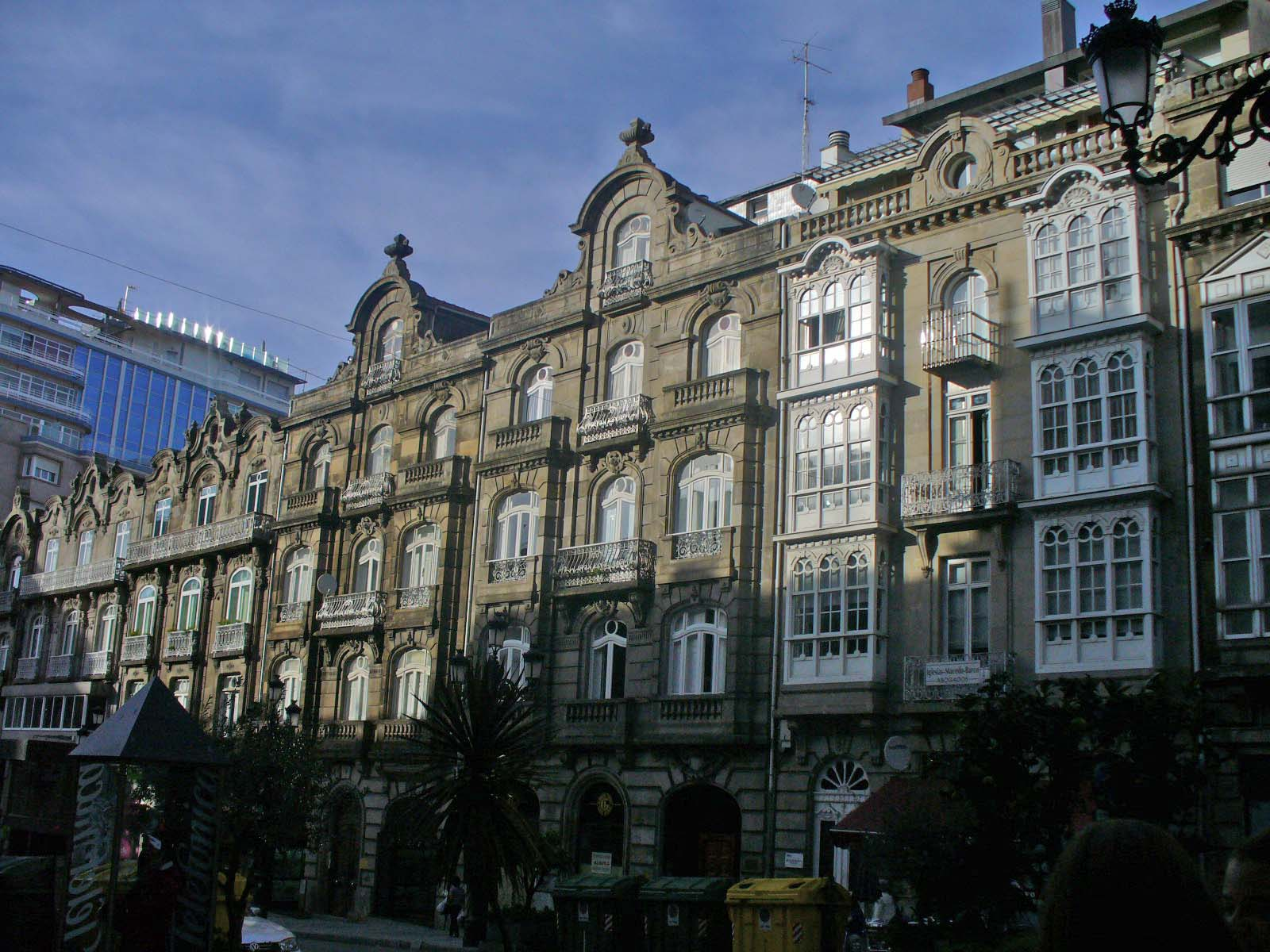
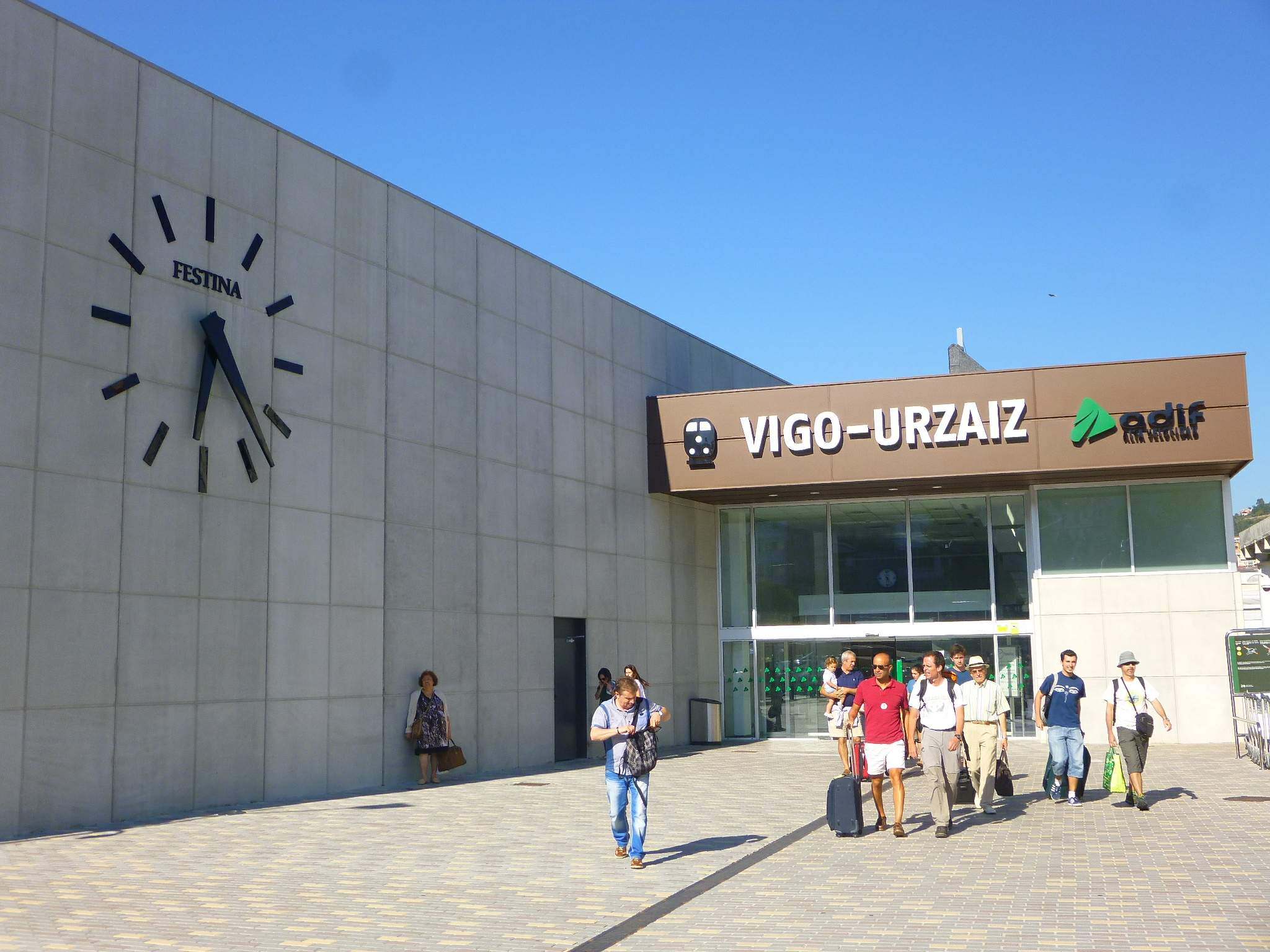
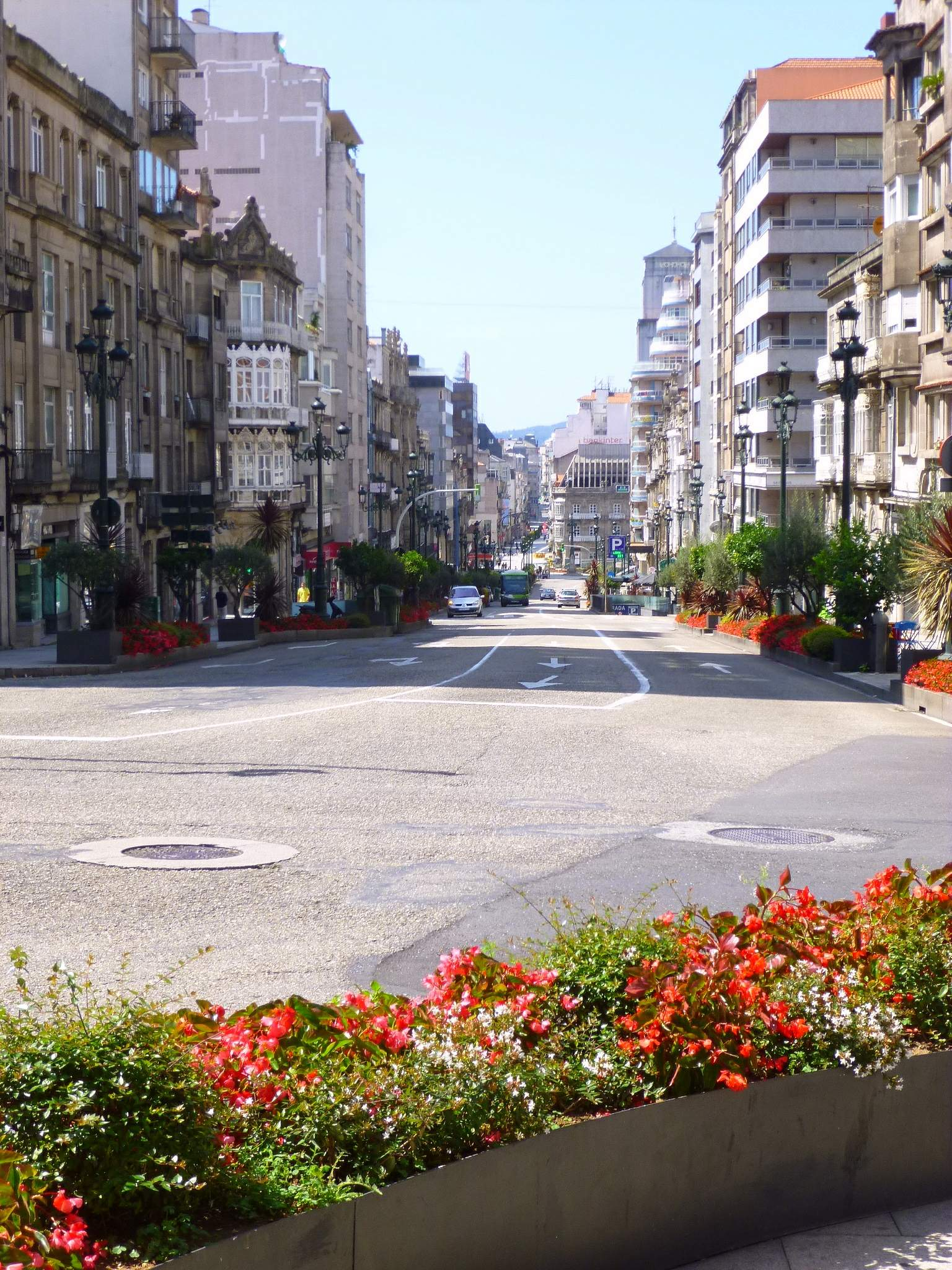
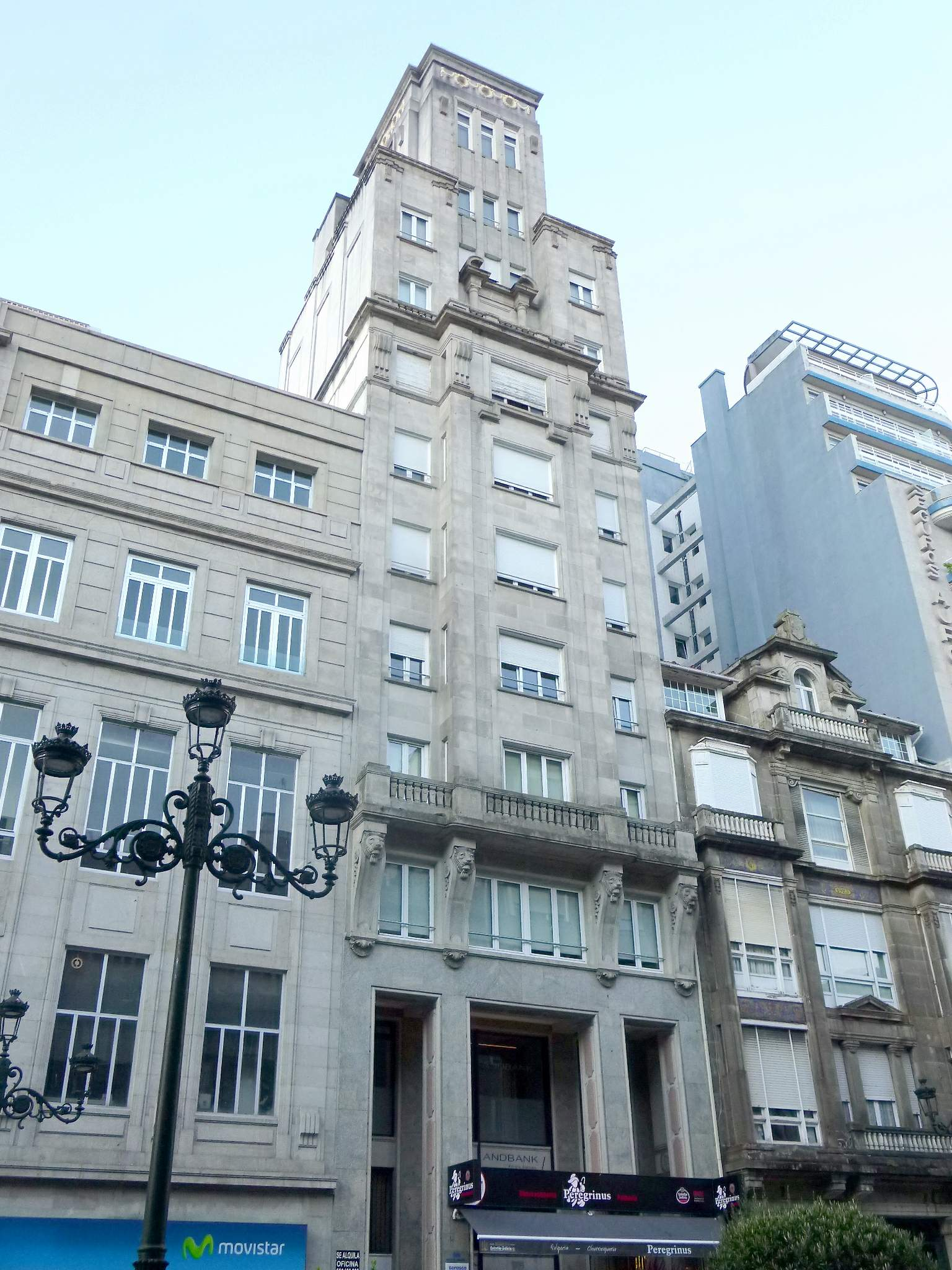
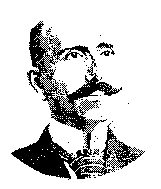
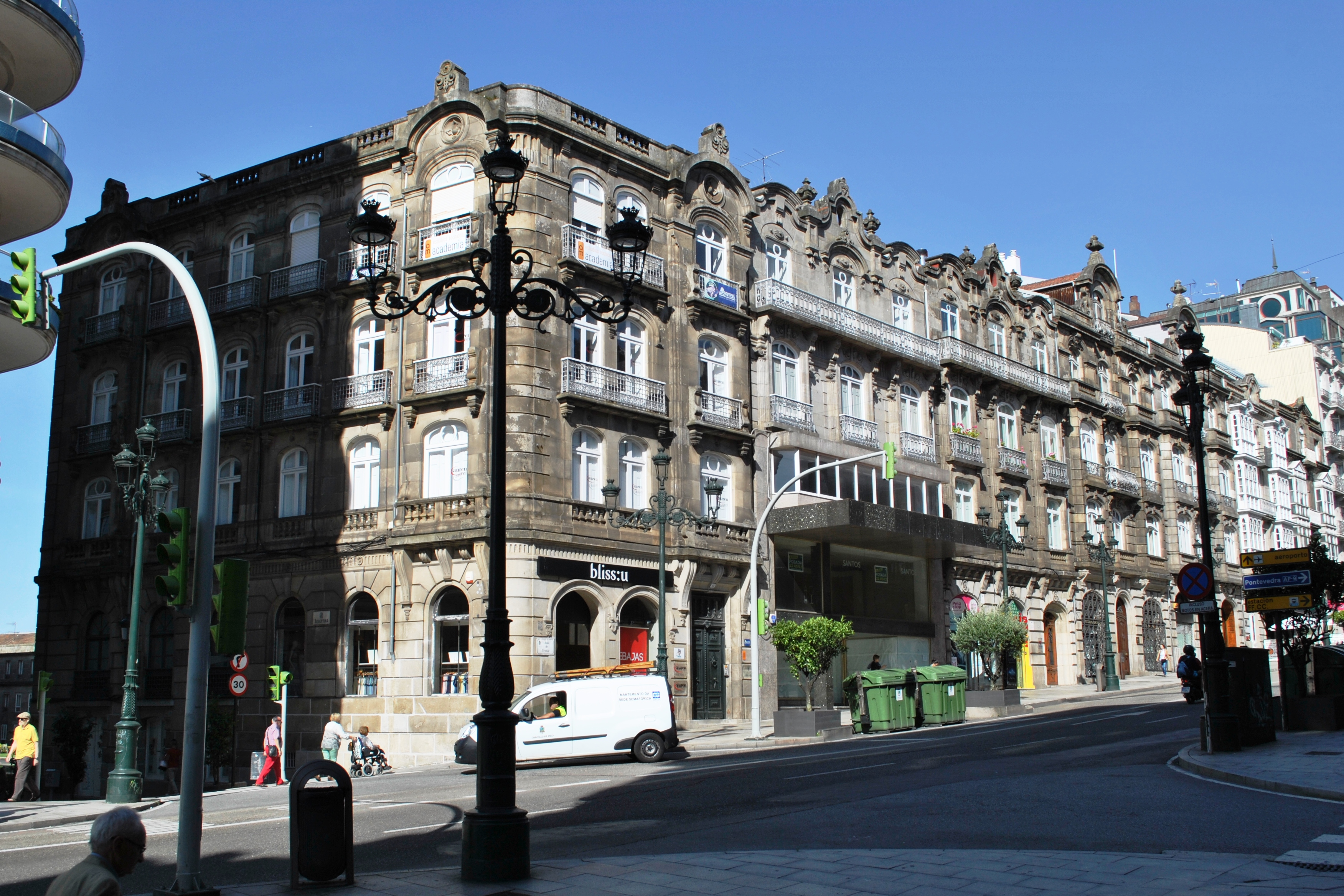
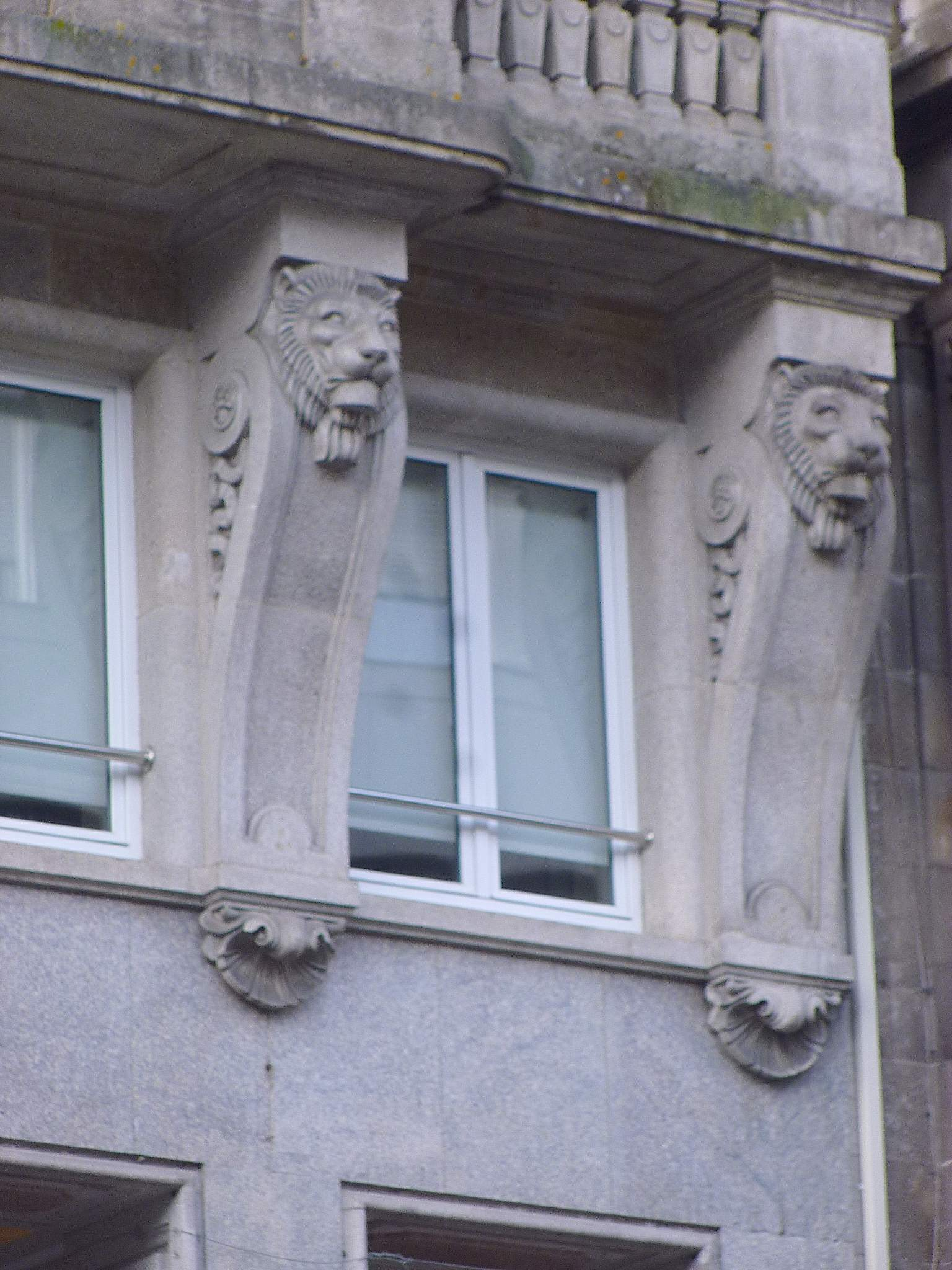
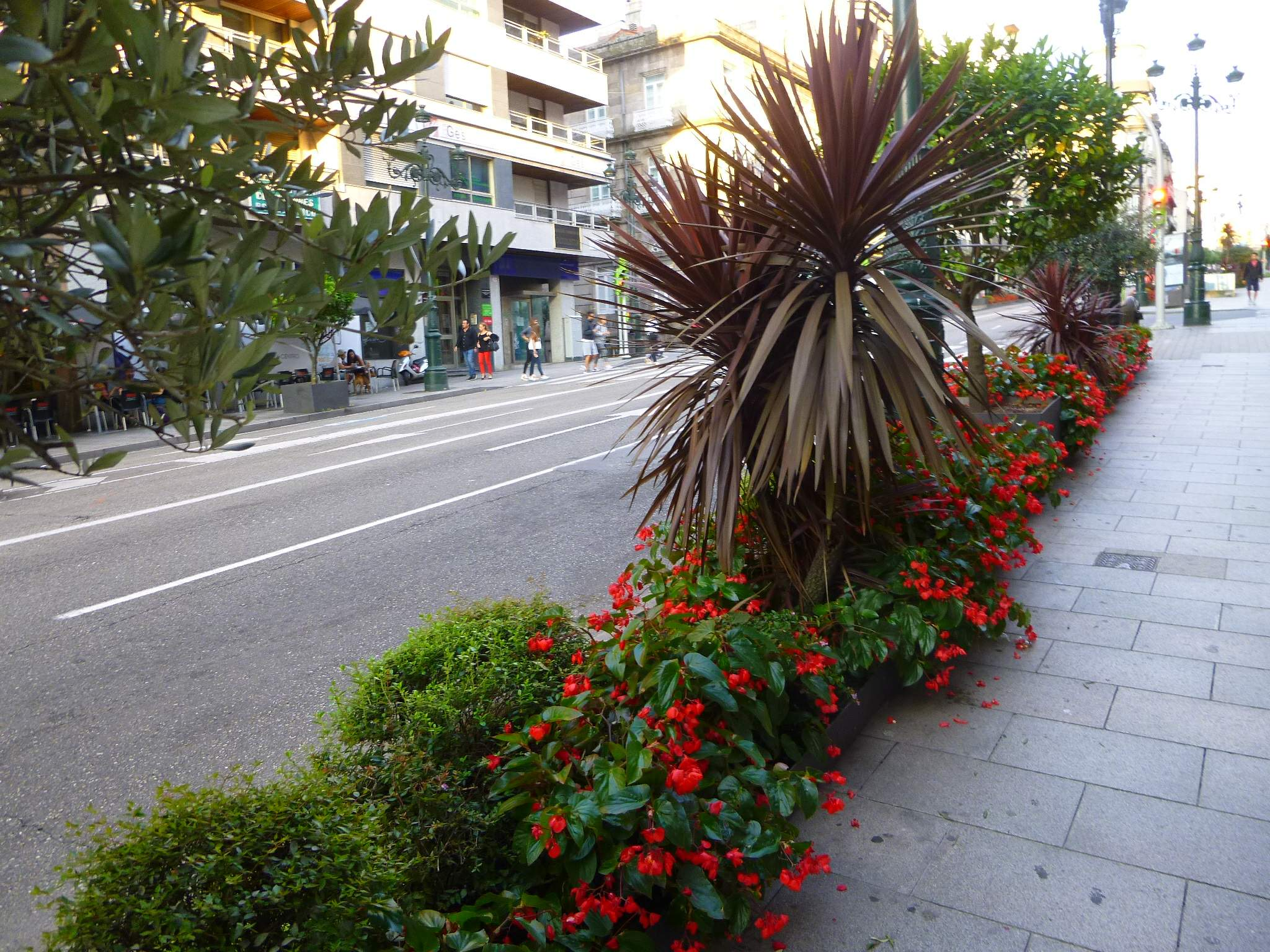